# Анищик, Михаил Трофимович
Михаи́л Трофи́мович Ани́щик (16 октября 1905, д. Булла, Ивацевичский район — 8 февраля 1973) — деятель революционного движения в Западной Белоруссии.

## Биография
Член КПСС с 1925. С 1926 года — в Белорусской крестьянско-рабочей общине. В 1929 году — секретарь Слонимского окружного комитета КСМЗБ. В 1934 году — секретарь Слонимского окружного комитета КПЗБ. За революционную деятельность трижды заключён в тюрьму. В 1939 году во время освобождения Западной Белоруссии Красной Армией создавал отряды рабочей гвардии. После воссоединения Западной Белоруссии с БССР — председатель Слонимского горисполкома. В годы Великой Отечественной войны — в Красной Армии, с июня 1943 года — в тылу врага, помощник уполномоченного ЦК КП(б)Б и Белорусского штаба партизанского движения по Барановичской области, руководитель Слонимского межрайпартцентра КП(б)Б, редактор его подпольного органа — газеты «Вольная праца». После войны на партийной и советской работе. Депутат Верховного Совета БССР в 1955—63 годах.